# VIH/sida en México
El VIH/sida en México se ha encontrado presente desde el año 1983, cuando se registró el primer caso en el Instituto Nacional de Nutrición (actualmente Instituto Nacional de Ciencias Médicas y Nutrición Salvador Zubirán). El gobierno mexicano no reconoció oficialmente la presencia del virus en el país hasta 1985. Desde esa fecha a la actualidad, el VIH/sida ha constituido un asunto de salud pública en cuya respuesta se involucran tanto las instancias gubernamentales, la iniciativa privada y las organizaciones de la sociedad civil.  
Desde 1983 a 2014 se habían notificado 228 200 casos de VIH/sida, de los cuales 174 564 personas habían sido declaradas con sida y el resto permanecían como seropositivos. En ese mismo período, 95 547 personas habían perdido la vida como consecuencia de este padecimiento. En la Ciudad de México y el estado de México concentran el 25 % de los casos notificados de sida; mientras que el grupo de edad más afectado en la población es el que se encuentra entre los 20 y los 40 años. En 2014, las entidades que registraron una mayor incidencia en nuevos casos notificados de sida fueron Campeche (16.7), Guerrero (9.9), Quintana Roo (8.6), Chiapas y Yucatán (8.4).
México fue uno de los primeros países al prohibir en 1986 el comercio de la sangre a raíz del descubrimiento de los medios de transmisión del VIH. Precisamente esta actividad es señalada como uno de los hechos que contribuyó a la rápida difusión del virus en el país. En la medida que se descubrieron terapias antirretrovirales, los grupos de portadores organizados presionaron al gobierno para que facilitara el acceso a estos medicamentos. Como consecuencia, los medicamentos antirretrovirales se distribuyen de manera gratuita a través de las instituciones que componen el Sistema Nacional de Salud.
La entidad encargada de diseñar y operar las políticas sanitarias de gobierno sobre la epidemia en México es el Centro Nacional para la Prevención y Control del VIH/sida (Censida). Cada entidad federativa posee una entidad homóloga que atiende las cuestiones relativas a la epidemia en el territorio de su competencia. En 2008, la Ciudad de México fue sede de la Conferencia Mundial sobre el Sida.

## Historia de la epidemia en México

### Primeros años
El origen del virus de inmunodeficiencia humana (VIH) sigue siendo motivo de debate, aunque cada vez parece que hay mayor consenso en torno a que se trata de una mutación del virus de inmunodeficiencia de los simios (Simian immunodeficiency virus) que afecta a algunas especies de primates de África ecuatorial. La infección fue documentada por primera vez en 1981, cuando unos médicos de Los Ángeles (California) dieron a conocer cinco casos de un cuadro complejo y extraño entre varones homosexuales que fueron atendidos en esa ciudad (MMWR, 1981, p. 250-252).
Al igual que en Estados Unidos, los medios mexicanos hicieron popular el mote de peste gay con el que se conoció satíricamente a la enfermedad. Esto contribuyó a la formación de un estigma sobre la enfermedad que favoreció la discriminación de los homosexuales en los establecimientos de salud y la segregación de los infectados por el VIH (o sospechosos de serlo) en los lugares donde eran atendidos.
En contraste con la negativa gubernamental a reconocer la presencia del VIH en el país, algunos investigadores habían rendido cuenta de por lo menos catorce casos en el país. De ellos, cinco fueron atendidos en el Instituto Nacional de Nutrición Salvador Zubirán, en la Ciudad de México. A partir del estudio de esos casos, un equipo de investigadores mexicanos llegó a la conclusión de que una de las características del sida —todavía no definida en esos días— era la disminución de los linfocitos T CD4. Aunque buscaron publicar su descubrimiento en 1983, su investigación fue rechazada por varias revistas científicas hasta 1985, un año después que Nicholson y sus colaboradores hicieran público el mismo dato (Alarcón Segovia, 2003, p. 90).  
En agosto de 1985, la Secretaría de Salubridad y Asistencia reconoció que el país había registrado sus primeros casos de infección por VIH en 1983. De acuerdo con la declaración oficial de Guillermo Soberón, titular de la cartera de salud, en agosto de 1985 el número de infectados por VIH en el país era de 63, de los cuales sólo 17 habían sido confirmados a la fecha de su declaración. Ninguna de las cifras ofrecidas en esa época coincidía con el gobierno: para la Asociación de Médicos Mexicanos la cifra total era de 85 personas, el Instituto Nacional de Nutrición contaba 50 casos, mientras que Excélsior decía que el total era de 90, basado en una investigación sobre distintas dependencias del sector salud.

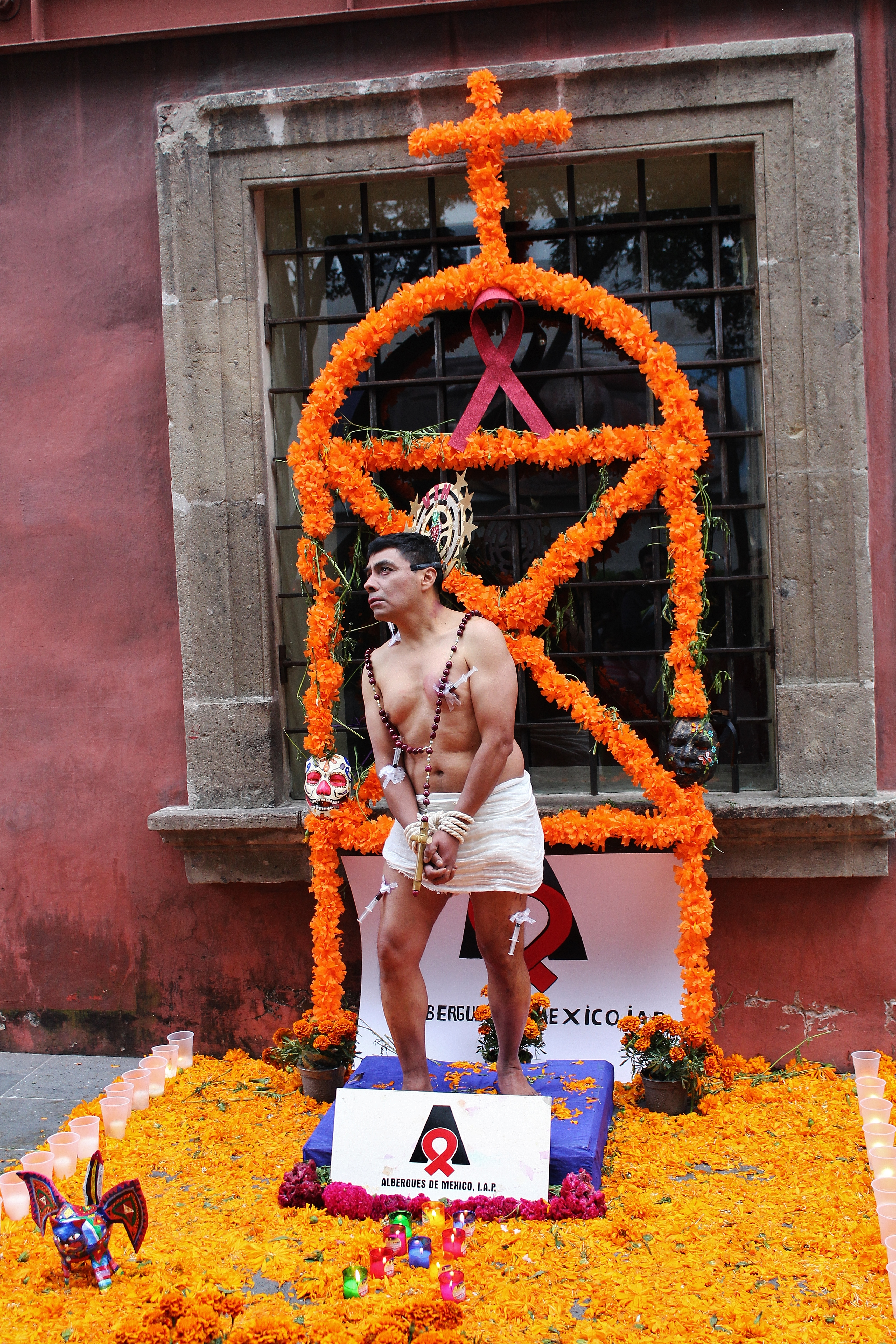
Ofrenda viva en memoria de los fallecidos por SIDA durante el día de muertos, realizada por "Albergues de México IAP".

### Conasida
El gobierno de México respondió al llamado de la Organización Mundial de la Salud (OMS) para que las naciones del mundo actuaran de manera organizada para enfrentar la epidemia. Como consecuencia, se formó el Comité Nacional para la Prevención del Sida (Conasida), que en 1988 fue elevado a la categoría de Centro Nacional para la Prevención y Control del Sida (Conasida) y a partir de 2001 es llamado Centro Nacional para la Prevención y Control del VIH/sida (Censida).

### Organizaciones civiles
De forma paralela a la creación del Conasida, se crearon las primeras organizaciones de la sociedad civil en respuesta al sida, siendo la primera la Fundación Mexicana para la Lucha Contra el Sida en el año de 1987, AVE de México y La Casa de la Sal en 1988, con el paso de los años se han multiplicado por todo el país las organizaciones relacionadas al trabajo en VIH/sida en áreas como la atención, prevención, educación, investigación y formación de especialistas. En diciembre de 2010 el directorio de Amigos contra el sida contaba con 274 organizaciones registradas.

## Indicadores epidemiológicos
| Indicadores sobre la epidemia de VIH en México (2010)        | Indicadores sobre la epidemia de VIH en México (2010) | Indicadores sobre la epidemia de VIH en México (2010) | Indicadores sobre la epidemia de VIH en México (2010) | Indicadores sobre la epidemia de VIH en México (2010) |
| ------------------------------------------------------------ | ----------------------------------------------------- | ----------------------------------------------------- | ----------------------------------------------------- | ----------------------------------------------------- |
| Personas de 15 a 49 años viviendo con VIH                    | 220 000                                               |                                                       |                                                       |                                                       |
| Prevalencia                                                  | 0,3%                                                  |                                                       |                                                       |                                                       |
| Casos registrados de sida                                    | 141 356                                               |                                                       |                                                       |                                                       |
| Casos registrados de sida (1983-2010)                        | 141 356                                               |                                                       |                                                       |                                                       |
| Tasa de mortalidad por sida por cada 100 mil personas (2008) | 4,9                                                   |                                                       |                                                       |                                                       |
| Fuente:Censida, 2010a                                        |                                                       |                                                       |                                                       |                                                       |

La epidemia de VIH/sida en México es objeto de observación por parte de distintas entidades del gobierno mexicano. De entre ellas, la más importante es el Centro Nacional para el Control y Prevención del VIH/sida (Censida), creado con la categoría de consejo nacional en 1986 para coordinar acciones estatales y civiles encaminadas a mantener la epidemia dentro de parámetros manejables.
En México la epidemia afecta principalmente a los hombres que tienen sexo con hombres (HSH). Este grupo de población significa más del 40% del total de casos de VIH registrados en el país. La mayor parte de los seropositivos mexicanos son jóvenes en edad productiva. A pesar de este dato, desde 2007 el número de nuevos contagios registrado entre mujeres ha superado al indicador para varones, de modo que se espera que la epidemia comience a adquirir un rostro femenino tal como ocurre en los países de África subsahariana.
La prevalencia del VIH en México es de 0.3%. Esto quiere decir que 3 de cada mil mexicanos son portadores del VIH (Magis Rodríguez y Hernández Ávila, 2008, p. 75).La mayor parte de los casos detectados son habitantes del Distrito Federal y el Estado de México, aunque la migración está generando una modificación en las tasas de prevalencia de cada estado. 
Particularmente en la Ciudad de México, el Gobierno, sugiere que anualmente se diagnostican entre 1200-1300 casos nuevos de sida en el Distrito Federal. Donde 89% de los casos corresponden a hombres (una epidemia altamente concentrada en HSH). El 26% de los casos son de jóvenes de 15-29 años; y un 50% en personas de 30-44 años de edad. (Acorde al CENSIDA).
El sida es una epidemia concentrada. Esto quiere decir que los niveles de prevalencia en ciertos grupos de la población son notablemente más altos que en el resto de la población, puesto que la infección no se ha extendido de manera generalizada. Las epidemias concentradas de VIH hablan de la persistencia de ciertas prácticas que aumentan el riesgo de contraer el virus entre las subpoblaciones más afectadas (Onusida, 2008a, p. 100). El grupo más afectado por la epidemia es el de los hombres que tienen sexo con hombres (HSH), que representan el 60% del total de seropositivos en el país. La prevalencia del VIH entre hombres que tienen relaciones sexuales con otros hombres era de 25,6% en 2009 (Onusida, 2009), cifra extremadamente alta en comparación con el indicador para la población general.
A pesar de que el número de HSH sigue siendo el componente principal del total de portadores del virus en México, en los últimos años se ha observado una tendencia hacia la feminización de la epidemia.

## Estadísticas
El Centro Nacional para el Control y Prevención del VIH/Sida (Censida) es la entidad encargada de la observación de la epidemia de VIH en México. Se cuenta con un Registro Nacional de Casos de Sida, que toma nota de todos los casos en que la infección por VIH ha progresado a su etapa crónica desde 1983. De acuerdo con este registro, hasta junio de 2010 se detectaron 141 356 personas que habían desarrollado el sida (Censida, 2010a). 
En nuestro país hasta el 31 de diciembre de 2011, un total de 153 109 casos han sido diagnosticados y reportados en el registro nacional de casos de sida (CENSIDA, 2011).  
La tasa de mortalidad por sida ha disminuido de manera considerable desde la introducción de la terapia antirretroviral. El pico máximo de este indicador ocurrió entre 1990 y 1996, cuando 4,8 de cada 100 mil mexicanos fallecieron por sida. A partir de la introducción de los antirretrovirales ha venido mejorando la supervivencia a la infección entre 25 y 44 años de edad. Entre 1988 y 2007 se registraron alrededor de 72 mil defunciones por sida en México, la mayoría de ellas en pacientes de 25 a 44 años de edad (Censida, 2009).
Se desconoce el número exacto de personas que viven con VIH en México. Censida reporta que desde 1985 hasta 2010 se han detectado 30 924 casos de infección por VIH. En 2010, el Censida calculó que 220 000 personas vivían con el VIH en territorio mexicano (Censida, 2010a). Dos años antes, el Programa Conjunto de las Naciones Unidas sobre el VIH/sida (Onusida) informó que alrededor de 200 000 [150 000-310 000] seropositivos vivían en México (Onusida, 2008b).

## Situación en Oaxaca
Para el estado de Oaxaca entre 1995-2001 fueron detectados 260 casos de VIH. A partir del 2002, un total de 1171 casos han sido diagnosticados hasta diciembre del 2011, aproximadamente el 61% afectando a la población masculina. Durante el 2011, en Oaxaca fueron diagnosticados 132 casos nuevos de VIH. El estado ocupa actualmente el 12.º lugar nacional por número de casos acumulados durante el periodo 1985-2011. 
En cuanto a casos de sida, al 31 de diciembre de 2011, se han reportado un total de 1277 casos. Esta cifra representa el 3.4% de todos los casos a nivel nacional. Por número de casos, Oaxaca ocupa el 8.º lugar mientras que por tasa de incidencia el 11.º.
De 1983 a 2011, han sido registrados 4160 casos en hombres y 1117 en mujeres, lo cual significa que de los 5227 casos notificados, el 78.83% se presentaron en hombres y el 21.17% en mujeres.
Finalmente, durante el 2011, se detectaron 161 casos nuevos de sida en hombres mientras que 39 casos se presentaron en la población femenina alcanzando un total de 200 casos (Situación VIH/sida Oaxaca 1983/2012) .

## Formas de transmisión
En México la principal forma de transmisión del VIH es a través de la vía sexual. En 2002 se calculó que el 90% de las personas que contrajeron el virus lo hicieron a través de la exposición por prácticas de riesgo (Tapia Conyer, Bravo García y Uribe Zúñiga, 2003, p. 30). En 2010, el número de casos de sida en personas entre 15 y 29 años que contrajeron el VIH por la vía sexual corresponde al 98,6% del total; aunque entre las mujeres representa el 99,1% de los casos, todos a través de relaciones heterosexuales (Censida, 2010b).
A partir de la suspensión del comercio de sangre y de la regulación estricta de las normas sanitarias en la materia en 1986, los casos de contagio por transfusión sanguínea han disminuido drásticamente desde 1988, de modo que entre 1996 y 2002 no se había vuelto a registrar un solo caso de contagio en México debido a las transfusiones sanguíneas (Tapia Conyer, Bravo García y Uribe Zúñiga, 2003, p. 31; Volkow Fernández, Soberón Acevedo y Marín López, 2009, p. 60-62).
A diferencia de otros países latinoamericanos como Brasil, en México el índice de contagio entre usuarios de drogas inyectables (UDI) ha sido mínimo. En 2002 se calculó que en algunas ciudades de la frontera —donde la incidencia de este tipo de contagios es mayor que en el resto de México— los UDI representaron el 3% del total de contagios por VIH (Tapia Conyer, Bravo García y Uribe Zúñiga, 2003, p. 32). En 2010, los datos del Registro Nacional de Casos de Sida indicaban que sólo 1,4% de los casos detectados en ese año correspondían a este grupo de la población (Censida, 2010b).
De los casos de sida entre menores de 15 años acumulados entre 1985 y 2002, el 70,3% correspondía a infecciones por la vía perinatal, es decir, a través de la transmisión del VIH de una madre infectada a su hijo durante el embarazo (Tapia Conyer, Bravo García y Uribe Zúñiga, 2003, p. 32). Se han logrado avances en el tratamiento profiláctico con antirretrovirales, que ha demostrado reducir notablemente el riesgo de transmisión perinatal del VIH. En México se cuentan con datos exactos sobre el seguimiento a madres seropositivas y sus hijos infectados, pero un estudio en la clínica de atención a niños seropositivos de la UNAM reveló que sólo el 45% de las madres había recibido atención anterior al parto y 83% de ellas conoció su condición seropositiva después del embarazo (Uribe Zúñiga, Ortiz Ibarra y Hernández Tepichín, 2009, p. 77).

## Discriminación y derechos humanos de las personas con VIH/sida en México
Miles de personas infectadas en México con el virus de la inmunodeficiencia humana (VIH) que causa el sida afrontan deficiente atención médica así como discriminación social y laboral. El estigma de que porten el VIH se impone a las capacidades de convivencia y preparación profesional de las personas infectadas. 
La ruta de los servicios médicos es un martirio para los infectados con el VIH, pues a veces les es denegada la atención o si la reciben es deficiente con escasez frecuente de antirretrovirales. 
Como la mayoría de infectados carece de un empleo fijo, los que pueden sobreviven como vendedores ambulantes con bajos ingresos que son insuficientes para costearse los caros medicamentos que necesitan. 
Las personas enfermas de sida o portadoras de VIH, comúnmente son agredidas y discriminadas por el miedo al contagio y “porque cargan con una serie de prejuicios asociados a su actividad sexual, lo que les causa una alta marginación que les impide desempeñarse plenamente en el trabajo, tener acceso a los servicios de salud y vincularse libremente con amigos y familiares” (CONAPRED, 2011). 
Estos prejuicios, estigmas y discriminación, pueden ser muchos más devastadores que la propia enfermedad, pues atentan contra su vida y su dignidad. Sin importar su condición de enfermas, de acuerdo con el ONUSIDA (2008), las personas que viven con VIH/sida tienen derecho a:
- A recibir apoyo e información sobre su enfermedad
- A contraer matrimonio y a fundar una familia.
- A la intimidad.
- A disfrutar de los adelantos científicos y de sus aplicaciones.
- A la libertad de circulación.
- A pedir asilo y a disfrutar de él.
- A la seguridad.
- A la educación.
- Al trabajo.
- A la libertad de reunión y asociación.
- A la libertad de expresión.
- A la participación a la vida política.
- A un nivel de vida adecuado.
- A no ser sometido a penas o tratos inhumanos o degradantes.

Porque estos derechos, les corresponden por el simple hecho de ser persona y porque además cuando no se reconocen los derechos humanos de las personas con VIH/sida, no sólo se atenta contra su dignidad sino que se hace más difícil hacer frente a este problema y se contribuye a la propagación de la epidemia.
Ya que cuando se asocia esta enfermedad con la discriminación, humillación y falta de confidencialidad a la que deben enfrentarse estas personas es más difícil que se busque apoyo, se hagan el test o se sometan al tratamiento. Además, de acuerdo con la UNESCO (s/f) se observa que “la propagación del VIH/sida es desproporcionadamente más alta en los grupos que ya carecen de protección en materia de derechos humanos y padecen la discriminación social y económica o están marginadas por su condición jurídica.” (p. 2)
Cuando no se respetan los derechos humanos de las personas que viven con VIH/sida, la información es insuficiente, no se tiene acceso a medicamentos indispensables para proteger el derecho a la vida y el derecho a la salud, hay discriminación y se niega el derecho al trabajo, no se respeta la vida privada, ni la confidencialidad, se pierde la dignidad y el tema se convierte en un secreto evitando así el buen manejo de esta enfermedad. (UNESCO, s/f: 2)
En México esta situación repercute sobre todo en el derecho que tienen las personas con esta enfermedad a recibir una atención médica adecuada. Ya que de acuerdo a las encuestas realizadas por la Comisión Nacional de Derechos Humanos (CNDH), en el 2009 recibieron 101 quejas de presuntas violaciones de derechos humanos de personas las que viven con VIH/sida. De estas quejas se denunció que la autoridad presuntamente responsable de estas violaciones fue el Instituto Mexicano del Seguro Social, con un total de 73 quejas. Seguido Instituto de Seguridad y Servicios Sociales de los Trabajadores del Estado y la Secretaría de Marina, como se muestra en la siguiente gráfica. 
Por otra parte, estas quejas hicieron referencia a 136 hechos violatorios, que tienen que ver con la prestación de servicios médicos, con la negación a la petición de sus derechos, entre otros que se resumen en la siguiente tabla.
De acuerdo con esta información, gran parte de las personas que viven con VIH/sida que presentaron quejas han sufrido violación a sus derechos humanos, sobre todo en los que corresponden a servicios de salud.
Sobre esto, en otro estudio sobre la relación entre Servicios de Salud en México y personas que viven con VIH/sida, realizado por Infante, et. al. (2006) se realizaron entrevistas en profundad a personal de servicios de salud públicos y pacientes con VIH/sida y se encontraron casos graves de discriminación con respecto a la prestación de servicios.
Un ejemplo de esto es que cuando un paciente con VHI/sida , pide atención en urgencias se le niega la entrada con la idea de que su atención no es urgente ni necesaria “hemos recibido noticias de que en urgencias no reciben a los pacientes porque tienen VIH, y esa idea de que “vas a morir, ya para qué vienes”(p. 145). La creencia más común entre los prestadores de servicios de salud es que no vale la pena exponerse para salvar la vida de un paciente desahuciado. Como declaró en entrevista un cirujano: “No hay necesidad de exponerse a un riesgo de infección operando a pacientes con VIH/sida que finalmente morirán” (p.145).
Además, cuando se ingresa a una persona con VIH/sida por alguna crisis es común que se lleven a sitios apartados y aislados para su atención. Aunque gran parte del personal declara que este aislamiento es para protección del paciente, lo cierto es que este mecanismo permite incurrir en acciones discriminatorias, ya que los “sujetos no reciben el seguimiento adecuado, los médicos no hacen sus rondas, y el personal de nutrición e intendencia sólo los visitan desde afuera, así de lejecitos” (p. 147). Haciendo una marcada diferenciación en el trato de los pacientes con VIH/sida y los otros.
Por último, otro hecho importante respecto a este tema, es que la discriminación que sufren las personas que viven con VIH/sida no sólo tiene que ver con su enfermedad sino que normalmente se asocia a llamados grupos de riesgo (personas homosexuales, personas que se dedican a la prostitución o que usa drogas intravenosas). Estigmatizando así a grupos de personas que de por sí se encuentran en una posición vulnerable y manteniendo mitos que evitan la comprensión y prevención de esta enfermedad; pues el VIH/sida no es una enfermedad exclusiva de homosexuales, prostitutas o drogadictos, sino que es una enfermedad en la que todos estamos en riesgo si no tomamos la medidas de prevención necesarias.
Este estigma no sólo se manifiesta en la instituciones prestadoras de Servicios de Salud, sino que es común la creencia (por falta de conocimiento u otras razones) de que el contagio de esta enfermedad puede darse por la simple convivencia como se demuestra en la Encuesta Nacional Sobre Discriminación en México (CONAPRED, 2010); en la que 35.9% de las personas encuestadas declararon que no aceptarían que en su casa viviera una persona con VIH/sida, 43.7% no aceptaría que vivieran homosexuales y 44.1% no aceptaría que vivieran lesbianas.
Cabe destacar que en la última Encuesta Nacional sobre Discriminación en México, no se incluye información acerca de las personas con VIH/sida. Sólo se menciona en la tabla que se muestra, pero no hay más datos sobre la situación de estas personas respecto a la discriminación.
Con estos datos, se ejemplifica brevemente la situación de vulnerabilidad en la que viven estas personas. En México y en el mundo la violación a los derechos humanos de las personas que viven con VIH/sida implican graves consecuencias tanto para la salud física, mental y emocional de las personas que la padecen como para su detección y prevención, fomentando así la propagación del contagio.